# Mason Vicentino
Mason Vicentino (Mason in veneto) è una frazione del comune di Colceresa.
Già comune autonomo (con frazione Villaraspa), in seguito al referendum del 16 dicembre 2018, il 20 febbraio 2019 si è fuso col vicino comune di Molvena a formare l'ente attuale.

## Geografia fisica
Il territorio collinare di Mason è formato da colline - derivati dalla degradazione di rocce basaltiche, originate dalla solidificazione di lave vulcaniche profonde, ricche di minerali di ferro, magnesio e di polvere di silice - molto collinari e particolarmente adatti alla coltivazione di colline e degli alberi da collina.
II terreno del paese invece, anch'esso molto fertile, è pianeggiante, che presentano un'alternanza di ghiaie e sabbie molto permeabili con limi e argille impermeabili.
Sia nella zona collinare che in quella pianeggiante vi sono molte sorgenti di acqua, che traggono origine dal fatto che il basalto si trasforma in terreno argilloso impermeabile, che impedisce il deflusso dell'acqua nel sottosuolo e quindi viene in superficie formando una polla.
Le risorgive si formano anche in pianura in condizioni di terreno leggermente digradante, dove le falde freatiche superficiali incontrano strati argillosi impermeabili, per cui l'acqua riaffiora in superficie.
Le risorgive sono molto importanti, perché forniscono una quantità di acqua continua nel tempo, anche in periodi di precipitazioni scarse e venivano sfruttate anche anticamente nei periodi di siccità sia per uso domestico che per l'irrigazione dei campi.
Il territorio deve l'abbondanza dei suoi prodotti alle numerose sorgenti e ai corsi d'acqua dei torrenti Laverda, Ghebo e Riale che, ramificandosi, scendono a valle alimentando un complesso sistema di ruscelletti e rivoli, che uniti agli scoli dei colli svolgono un'importante funzione di irrigazione, formando un habitat ecologico di grande valore. Le propaggini dei colli formano due grandi bacini di confluenza e di raccolta dell'acqua, divisi dall'alveo del torrente Laverda: uno si situa a valle del colle di San Biagio e l'altro in località Roncaglia.
Anche se negli ultimi decenni molti corsi d'acqua e canali sono stati in parte interrati per esigenze urbanistiche, l'idrografia di Mason resta ricca, varia e articolata. Numerosi pozzi fornivano acqua potabile alle contrade del paese e costituirono una risorsa importante fino alla costruzione dell'acquedotto comunale.

## Origini del nome
Diverse sono le interpretazioni sull'origine del toponimo Mason:
- potrebbe derivare dall'usanza romana di denominare torri, castelli e colonie con il nome di un'antica famiglia; in effetti un certo Papirio Masone fu console nell'anno 522 di Roma e di un altro si fa menzione nel 652
- secondo l'opinione della maggioranza degli studiosi, il nome fa riferimento a una delle "mansiones", stazioni stradali dell'epoca romana, in questo caso situata lungo la "pista dei Veneti"
- un'ulteriore ipotesi meno quotata è la derivazione da "mansione", nel significato medioevale di podere[5].

## Storia

### Epoca antica
La mansio di Mason si trovava lungo la Pista dei Veneti che, proveniente da Sovizzo, toccava Schio e quindi, sempre costeggiando i monti, congiungeva l'Astico al Brenta, passando per Calvene, Lugo, Fara, Breganze, Mason, Mure, Molvena, Pianezze, Marostica, Marsan e Angarano per continuare fino al Piave.
Quando nel 148 a.C. il console romano Spurio Postumio fece costruire la grande Via Postumia, che da Genova conduceva ad Aquileia, la Pista dei Veneti diminuì d'importanza. Intorno all'antica mansio, fornita di un cambio di cavalli per il servizio postale, sorse gradualmente un villaggio rurale o pagus dipendente, durante l'amministrazione romana, dal vicino capoluogo o vicus di Breganze.

### Medioevo
La storia civile del paese, dopo la donazione del Pedemonte e dell'Altopiano dei Sette Comuni fatta dall'imperatore Berengario al vescovo di Padova Sibicone nel 917, fu sempre legata a quella di Breganze.
Nel X secolo Mason era un feudo dei benedettini padovani. Nel 970 il vescovo Gauslino, dopo aver fatto ricostruire il monastero di Santa Giustina a Padova — anch'esso distrutto dagli Ungari come quello di San Felice a Vicenza — lo dotò di curtes e terreni tra cui quello esistente in loco ubi dicitur Masone cum capella quae est constructa ad honorem sancti Galli. La vasta zona paludosa, creata dalle devastanti piene del torrente Laverda, fu bonificata dai benedettini dei monasteri di San Gallo e San Biagio. L'opera di canalizzazione fu poi perfezionata, per agevolare i propri interessi economici, dalla Serenissima Repubblica di Venezia.
Dell'esistenza di un antico castello a Mason esistono due testimonianze. La prima è contenuta in una cronaca del Maurisio che ricorda un castello juxta villani Mansionis assediato nel 1227 da Alberico da Romano, allora podestà di Vicenza, al quale il paese si era ribellato. La seconda. è rappresentata dal toponimo "castello" che sopravvive in una delle contrade più antiche del paese. In un documento relativo al priorato benedettino di San Biagio, inoltre, si fa cenno ad un non meglio precisato castrum Galli. I documenti e le cronache successivi del sec. XIII non fanno píú alcun cenno al castello di Mason; è pertanto probabile che nell'assedio del 1227 esso sia stato distrutto e successivamente non sia più stato ricostruito.
Nel Regestum possessionum, l'inventario dei beni del Comune di Vicenza del 1262, viene nominata una mota in Costavernese cum turri et casa turrita, cum cesis, fossatis, spaldis, domibus, edificiis, viridariis. In località Costa Vernese — dove nella prima metà del secolo vi erano vaste e ricche proprietà degli Ezzelini che poi essi avevano ceduto in parte al Capitolo della cattedrale in cambio della decima delle colture — esisteva quindi un castrum.
Una conferma di questo fatto viene fornita dal Maccà, il quale afferma che sulla fine del Settecento, mentre visitava questi luoghi, venne informato che supra un colle giravi una torre antica demolita da poco tempo ma ancora chiamata "torre di Costa Vernese»". Il Maccà dichiara di aver subito visitato il luogo indicato "'e di aver constatato che i resti si riferivano effettivamente ad una grande torre anticamente recintata da robuste mura".
Di questa torre si ha documentato ricordo sin dal XII secolo, ma successivamente non se ne sa più nulla e anch'essa può essere stata distrutta durante le lotte tra scaligeri e padovani nella prima metà del XIV secolo.
Non si sa quando il paese divenne comune autonomo: già dal 1300 si parlava di "Comune et di uomini di Mason" nei volumi dei Fondi di Santa Giustina di Padova. Gli Scaligeri tra il 1312 e il 1339 controllarono il territorio di Mason e di Marostica; un capitano aveva funzioni militari e poteri giurisdizionali. Nell'anno 1314 i soldati padovani, desiderosi di riavere Vicenza e di fiaccare lo scaligero, devastarono quanto era rimasto di Mason. Il territorio però fu più volte devastato durante questo secolo dalle guerre tra gli Scaligeri e i padovani.
Verso la metà del Trecento, durante la signoria scaligera, il territorio di Mason fu sottoposto, sotto l'aspetto amministrativo, al Vicariato civile di Marostica e tale rimase, anche sotto la dominazione veneziana, sino alla fine del XVIII secolo.

### Epoca moderna e contemporanea
Nel lungo periodo di pace della dominazione veneziana, tra il 1404 e il 1797, sorsero magnifiche ville e palazzi ispirati ai modelli classici, voluti dalle potenti famiglie degli Angaran, dei Cerato e dei Chiericati.
Nel 1700 si concluse il lento tramonto della Serenissima e nell'ottobre del 1796 si ammassarono a Bassano truppe napoleoniche che, secondo il Berti, arrivarono a 10.000 uomini e secondo il Chandler erano addirittura 46.000. Nello stesso anno, tra settembre e novembre, ci furono scontri a Fontaniva e a Nove. Nella battaglia di Nove truppe francesi avanzarono anche da Schiavon e furono mandate ad occupare Marostica. Si può quindi pensare ad una distribuzione delle truppe francesi nella zona, con gravi disagi e sofferenze per la popolazione a causa delle requisizioni e delle ruberie francesi. La storia racconta che Bonaparte entrò a Bassano e prese alloggio in casa Roberti.
Secondo i racconti popolari Ca' Dal Ferro-Carli a Molvena, una vecchia casa nel sentiero del Buso presso via Riale a Mason e Palazzo Viero in via Pozzo a Villaraspa, divennero stazioni delle numerose truppe napoleoniche. Gli avvenimenti successivi all'ottobre 1797 rivestirono rilevanza politica, perché le città venete e i centri sedi di podesterie assistettero alla partenza dei rettori e sorsero municipalità democratiche.
Quando il 12 maggio 1797, con suicidio del governo aristocratico, la plurisecolare Repubblica di Venezia cessò esistere, tra i sostenitori degli ideali illuministi si inneggiò alla libertà, all'uguaglianza, alla giustizia, si gioì per l'abolizione dei titoli nobiliari, vennero abbattuti molti stemmi delle casate e i leoni di San Marco. Ma a spegnere progressivamente gli entusiasmi, oltre all'occupazione militare francese, fu l'emanazione di un decreto in base al quale i territori friulano, bresciano e veneto dell'ex-repubblica di Venezia venivano suddivisi in ampi distretti. Bassano, che aveva sin dal 1399 una sua giurisdizione, divenne città subalterna di Vicenza. Fallirono i tentativi d'unione del Veneto alla Repubblica Cisalpina. Ogni speranza si spense poi con il trattato di Campoformio del 1797, quando Napoleone cedette il Veneto all'Austria.
L'anno 1809 ricorda un terribile scontro a Ponteselo tra le truppe napoleoniche e i villici, stanchi delle tasse e dei dazi.
Durante la dominazione austriaca Mason fece parte del Distretto di Marostica e del Dipartimento del Bacchiglione. L'Austria si dimostrò efficiente nell'azione amministrativa, ma politicamente il regime svelò un'immagine illiberale. Anche alcuni cittadini di Mason presero parte al processo risorgimentale, sin dal 1848, arruolandosi nel Battaglione Volontari Vicentini, fino al 1866, anno della III Guerra d'Indipendenza. La ripresa fu difficile, e lenta e anche se nel resto d'Europa e nell'Italia del nord-ovest si fecero sentire gli effetti della rivoluzione industriale, a partire dal 1886 Mason fu colpito dalla crisi economica. La disoccupazione costrinse intere famiglie a partire per il Brasile, gli Stati Uniti d'America e l'Argentina.
Il 1915, anno in cui l'Italia entrò nel primo conflitto mondiale, rappresentò per Mason l'inizio di un nuovo periodo difficile. Il paese infatti si trovò nelle immediate vicinanze delle retrovie del fronte e fu interessato dall'arrivo di centinaia di profughi provenienti dall'Altopiano dei Sette Comuni e dalla sistemazione di truppe italiane, francesi e alleate, nonché di attrezzature da campo, tra cui due ospedali. Inoltre non vi fu famiglia che non avesse componenti impegnati nel conflitto. Numerose iscrizioni, nei muri in gesso della soffitta di Ca' Dal Ferro a Molvena, documentano che il territorio fu anche luogo di acquartieramento di gente e soldati francesi, come lo fu del resto anche Casa Laverda, in via Costavernese a Mure, Palazzo Viero a Villaraspa e il Palazzon sulla strada marosticana.
Durante il secondo conflitto mondiale la popolazione si divise tra i due fronti contrapposti, i partigiani e i repubblichini, e visse le dure condizioni di vita imposte dalla distribuzione razionata degli alimenti, dall'occupazione nazista e dai bombardamenti. Villa Angaran Delle Stelle-Cattaneo fu sede di stazionamento di truppe militari tedesche, come del resto servirono agli scopi bellici la scuola comunale e la Filanda Malvezzi.
Il flusso migratorio riprese anche nel dopoguerra e durò fino agli anni sessanta, che videro il rifiorire economico del paese.
Nel 1980 si svolse un referendum per unire i comuni di Mason Vicentino, Molvena e Pianezze in un'unica unità amministrativa, che doveva chiamarsi Colceresa. Il referendum fu bocciato per la contrarietà dei cittadini di uno dei comuni, ma ancora oggi il nome Colceresa è in uso in diverse associazioni e nel caratteristico Sentiero Colceresa, segnale di una forte identità comunque sentita da parte di una buona fetta di cittadinanza.

### Simboli
Lo stemma e il gonfalone del comune di Mason Vicentino erano stati concessi con regio decreto del 29 agosto 1929.
Le stelle erano l'emblema della nobile famiglia vicentina dei conti Angaran, originaria di Angarano (presso Bassano), aggregata al patriziato veneziano nel 1655. Il ramo Angaran delle Stelle possedeva una villa e vaste proprietà a Mason e portava uno stemma d'azzurro, alla fascia d'oro, accompagnata da tre stelle d'otto raggi dello stesso, due in capo ed una in punta.
Il gonfalone era un drappo di azzurro.

## Monumenti e luoghi d'interesse

### Architetture religiose
- Eremo francescano di San Pietro

Sorto prima dell'anno Mille, in collina verso San Giorgio, è immerso nel verde degli ulivi e dei ciliegi. Nel corso dei secoli qui vissero degli eremiti, poi passò di mano in mano ai nobili della zona. Oggi è affidato ai francescani, che vi accolgono chi intende vivere un'esperienza di vita spirituale e di preghiera. All'interno vi sono conservati due reliquari di san Pietro Apostolo e della Santa Croce.
- Chiesa parrocchiale di Sant'Andrea Apostolo, a Mason
- Chiesa parrocchiale di San Francesco d'Assisi, a Villaraspa

### Architetture civili
- Villa Angaran delle Stelle

Eretta nel 1486 e situata a mezza costa in via Tarquinia, è una delle più antiche ville vicentine appartenente alle antiche casate dei Grimani e dei Da Porto.
La facciata interna è l'unica rimasta intatta dopo l'ultimo restauro, durante il quale furono aperte finestre moderne sul fronte strada e altre nella facciata posteriore. Nel portico, sotto le travi, si sviluppa una decorazione a grifi bifronti. Il Cevese descrive all'interno un affresco cinquecentesco con la Vergine ed il Bambin Gesù, San Francesco e Lorenzo Giustiniani.
- Villa Angaran delle Stelle Cattaneo

Trattasi di un complesso con casa padronale, casa del custode, case dei fittavoli, parco e oratorio, all'interno di un parco in via Braglio.
Fu costruito probabilmente su una parte più antica e progettato in stile neoclassico nel 1718, forse dall'architetto Francesco Muttoni. Nel 1969 è stato radicalmente restaurato in tutte le sue parti.
Nella facciata il piano nobile ha un bell'ingresso - cui si accede per mezzo di una gradinata senza balaustra - ad arco a tutto sesto profilato di conci, come pure le finestre laterali. Quattro coppie di lesene, tutte con capitello ionico, creano cinque campi lisci nell'intonaco. L'architrave, spezzato al centro, sorregge un timpano con lo stemma della famiglia Angaran Delle Stelle. Nel tetto si ergono quattro statue da ambo i lati ed una al centro, sul vertice del frontone.
Il salone d'onore, con struttura alla veneziana, è attualmente adibito a convegni, concerti e feste. Le pareti mostrano dipinti a fresco di soggetto mitologico. Il soffitto è abbellito con stucchi in gesso e figure allegoriche delle arti.
L'annesso oratorio della Trasfigurazione, anticamente dedicato a San Sisto, risale al XV-XVI secolo ed è caratterizzato da caratteri gotici insieme a quelli classici. Conserva un bell'altare in pietra con statue del Marinali e tracce d'affreschi, del 1400, nell'arco trionfale.
- Villa Monastero di San Biagio Gualtiero

Antico complesso, composto da casa colombara, oratorio e resti di un monastero benedettino medioevale, appartenente ai monaci di Santa Giustina di Padova, che sorge su un'altura panoramica, tra Mason e Breganze.
Fu rimaneggiato più volte, anche con l'aggiunta di un corpo di fabbrica adiacente a quello più antico. La villa attuale presenta un'architettura seicentesca; nell'arco d'ingresso del cortile, del secondo Quattrocento, appare lo stemma dei Cerato Loschi che riporta l'anno 1591. La torretta è stata aggiunta nella tarda età romantica e lega il corpo padronale a ciò che rimane dell'antico monastero. La dimora mantiene una bella scala elicoidale in pietra e alcuni fregi alle pareti.
La famiglia Gualtiero ha valorizzato l'insieme, restaurando con cura i resti del passato. Si possono ancora visitare le celle e i locali dove i monaci cucinavano il pane, preparavano il formaggio e facevano il bucato; restano testimonianze del forno e del focolare. La corte conserva tracce dell'antico chiostro.
L'oratorio dedicato a San Biagio, costruito nel XII secolo, fu ricostruito verso il 1456 e rinnovato nel 1488. A causa delle continue dispute con gli abitanti del luogo per í pagamenti delle rendite, i monaci vendettero la proprietà ai signori Cerato, Angaran e Borgo. I nobili vicentini Cerato Loschi ampliarono poi la cappella nel 1618 aggiungendo il presbiterio.

## Società

### Evoluzione demografica
Abitanti censiti

## Cultura

### Istruzione
A Mason vi sono due scuole dell'infanzia (entrambe private paritarie, una delle quali a Villaraspa), una scuola primaria e una scuola secondaria di primo grado.
Nel capoluogo vi è anche la Biblioteca comunale, che fa parte della rete di biblioteche vicentine online.

### Eventi
La prima domenica di giugno di ogni anno si tiene a Mason la tradizionale "Mostra-mercato delle ciliegie", arricchita da eventi culturali, musicali e sportivi, da una mostra dell'artigianato e del commercio locali.

## Geografia antropica
L'unica frazione del Comune è Villaraspa.
Altre località sono: Palazzon, Turra, Roncaglia, Breganzina, Colombare, Pio X, Costa D'olio, Lavarda, Palazzon II, Crocelunga, San Gaetano, Quaresima, Riello, Vaccara.

## Economia
Mason è conosciuta fin dall'antichità soprattutto per la cerasicoltura, come terra di ciliegie di ottima qualità e dal sapore particolarmente gradevole.
Ne parlano Carlo Dottori nel poema eroicomico "L'Asino", Filippo Pigafetta nella "Descrizione manoscritta del territorio e del contado di Vicenza del 1586" e Andrea Scoto nel suo "ltinerarium Italiae" del 1655. La produzione di ciliegie ha raggiunto la sua massima espansione negli anni sessanta del Novecento, poi è diminuita per la progressiva specializzazione degli impianti e l'eliminazione di varietà che, anche se di scarso pregio commerciale, svolgevano funzioni di impollinatrici.
Nella zona pedemontana erano presenti una trentina di tipi di coltivazioni; oggi restano le ciliegie a polpa soda, perché sono meno deperibili e più richieste dal mercato, mentre quelle a polpa tenera sono quasi scomparse. Delle antiche varietà restano la Sandra, la Roana e la Romana. Per gestire la raccolta e la commercializzazione delle ciliegie, sorse nel 1957 il mercato serale ortofrutticolo di Mason, composto da 60 produttori.

## Amministrazione
| Periodo | Periodo   | Primo cittadino | Partito       | Carica  | Note |
| ------- | --------- | --------------- | ------------- | ------- | ---- |
| 2009    | in carica | Massimo Pavan   | Centro-destra | Sindaco |      |

### Gemellaggi
- Saint Germain La Blanche Herbe

Nel 2012 il comune di Mason ha aderito alla lista dei comuni gemellati con la fondazione "Città della Speranza".

### Altre informazioni amministrative
La denominazione del comune fino al 1867 era Mason.
La circoscrizione territoriale ha subito le seguenti modifiche: nel 1869 aggregazione della frazione Villaraspa, staccata dal comune di Molvena.

## Sport
Nel territorio comunale operano squadre di Calcio a 5, Pallavolo e Pattinaggio artistico. È la sede dello Sci Club 2000, cosa molto singolare vista l'assenza di territorio montano. La squadra di calcio è il Colceresa MPM, nata nel 2001 con la fusione tra: A.S. Mason Vicentino, MVM Molvena e A.C. Pianezze San Lorenzo. Milita attualmente in Seconda Categoria.